# Lupin the 3rd vs. Cat’s Eye
Lupin the 3rd vs. Cat’s Eye (jap. ルパン三世 VS キャッツ・アイ Rupan Sansei vs. Kyattsu Ai) – japoński film animowany z 2023 roku w reżyserii Kōbuna Shizuno i Hiroyukiego Seshity na podstawie scenariusza napisanego przez Shujiego Kuzuharę. Produkcja jest crossoverem pomiędzy franczyzą Lupin III, opartą na mandze autorstwa Monkey Punch, a serią Cat’s Eye, stworzoną przez Tsukasę Hōjō.
Film został wydany na platformie Amazon Prime Video 27 stycznia 2023.

## Obsada
| Postać             | Seiyū                                                      |
| ------------------ | ---------------------------------------------------------- |
| Lupin III          | Kanichi Kurita                                             |
| Daisuke Jigen      | Akio Ōtsuka                                                |
| Goemon Ishikawa    | Daisuke Namikawa                                           |
| Fujiko Mine        | Miyuki Sawashiro                                           |
| Inspector Zenigata | Kōichi Yamadera                                            |
| Hitomi Kisugi      | Keiko Toda                                                 |
| Rui Kisugi         | Rika Fukami                                                |
| Ai Kisugi          | Chika Sakamoto                                             |
| Toshi Utsumi       | Yoshito Yasuhara                                           |
| Sadatsugu Nagaishi | Mugihito                                                   |
| Heinrich Berger    | Banjō Ginga (fałszywy głos) Takayuki Sugō (prawdziwy głos) |
| Dennis Kirchmann   | Hiroki Tōchi                                               |
| Michael Heinz      | Banjō Ginga                                                |

## Produkcja
Film został zapowiedziany 21 września 2022, a tego samego dnia ujawniono wstępny skład ekipy produkcyjnej oraz potwierdzono, że Kanichi Kurita i Keiko Toda ponownie wcielą się w role Lupina i Hitomi. Produkcja upamiętnia 50. rocznicę powstania anime Lupin III oraz 40. rocznicę mangi Cat’s Eye. Akcja rozgrywa się w latach 80., czyli w okresie, w którym osadzona jest fabuła Cat’s Eye, a Lupin nosi różową marynarkę znaną z serialu Lupin III: Part III.
6 grudnia tego samego roku ujawniono resztę obsady, w tym Akio Ōtsukę, który po raz pierwszy wcielił się w rolę Daisuke Jigena, a także Rikę Fukami (zastępującą Toshiko Fujitę) jako Rui Kisugi oraz Mugihito (zastępującego Tamio Ōkiego) jako Sadagatsu Natsumi.
Zespół fox capture plan wykonał motyw przewodni, a także zaaranżował muzykę Kazuo Otaniego z anime Cat’s Eye. Większość muzyki Yuji Ohno pochodzi z wcześniejszych produkcji z serii Lupin III, takich jak The First, Part 6, Part 5 oraz Part IV. Anri powróciła, by wykonać nową wersję pierwszego motywu otwierającego z anime Cat’s Eye, który został użyty w napisach końcowych filmu.

## Wydanie
25 stycznia 2023 w Japonii odbył się przedpremierowy pokaz filmu, w którym uczestniczyli współreżyser Seshita oraz aktorzy głosowi Kurita i Toda, natomiast światowa premiera miała miejsce 27 stycznia na platformie Amazon Prime Video.
13 marca 2024 film został wydany na Blu-ray i DVD w Japonii nakładem wydawnictwa VAP.